# Subate

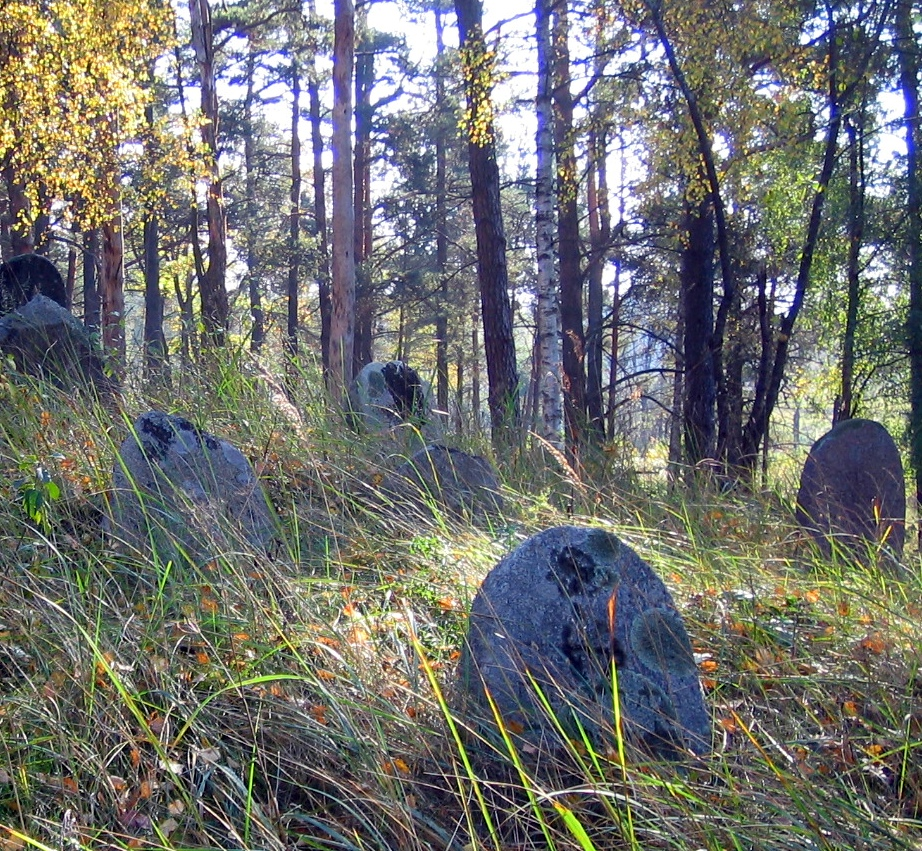
Cmentarz żydowski w Subate

Subate (pol. Subaty, lit. Subačius, niem. Subbath) − miasto na terenie dzisiejszej Łotwy na obszarze Semigalii. Miasto prawa miejskie otrzymało w 1917.